# Percy Deift
Percy Alec Deift (Durban, 10 de septiembre de 1945) es un matemático y profesor sudafricano. Es conocido por su trabajo en teoría espectral, sistemas integrables, teoría de matrices aleatorias y problemas de Riemann-Hilbert.

## Biografía
Nació en Durban, Sudáfrica, donde obtuvo títulos en ingeniería química, física y matemáticas, y recibió un doctorado en física matemática de la Universidad de Princeton en 1977. Es profesor de categoría plata en el Instituto Courant de Ciencias Matemáticas de la Universidad de Nueva York.

## Premios y honores
Es miembro de la Sociedad Matemática Estadounidense (elegido en 2012), miembro de la Academia Estadounidense de Artes y Ciencias (elegido en 2003), y de la Academia Nacional de Ciencias (elegido en 2009).
Es co-ganador del Premio Pólya de 1998, y fue nombrado Guggenheim Fellow en 1999. Pronunció un discurso como invitado en el Congreso Internacional de Matemáticos en Berlín en 1998 y discursos plenarios en 2006 en el Congreso Internacional de Matemáticos en Madrid y en el Congreso Internacional de Física Matemática en Río de Janeiro. Dio la Conferencia Gibbs en la Reunión Conjunta de la Sociedad Matemática Estadounidense en 2009. Junto con Michael Aizenman y Giovanni Gallavotti, ganó el Premio Henri Poincaré en 2018.

## Obra seleccionada
- con Eugene Trubowitz : Dispersión inversa en la línea, Comunicaciones en Matemática pura y aplicada, vol. 32, 1979, págs. 121–251 doi 10.1002/cpa.3160320202
- con Fernando Lund, E. Trubowitz:Deift, P; Lund, F; Trubowitz, E (Feb 1980). «Nonlinear wave equations and constrained harmonic motion». Proc Natl Acad Sci U S A 77 (2): 716-719. Bibcode:1980PNAS...77..716D. PMC 348351. PMID 16592777. doi:10.1073/pnas.77.2.716. "Ecuaciones de onda no lineales y movimiento armónico restringido" (PDF) . Proc Natl Acad Sci USA . 77 (2): 716–719. Código Bib : 1980PNAS...77..716D . doi : 10.1073/pnas.77.2.716 . PMC 348351 . PMID 16592777 .
- con Richard Beals, Carlos Tomei: Dispersión directa e inversa en la línea, AMS, 1988[14]
- con Luen-Chau Li, C. Tomei: grupos de bucles, versiones discretas de algunos sistemas integrables clásicos y extensiones de rango 2, AMS, 1992
- con K. TR McLaughlin: Un límite continuo de la red de Toda, AMS, 1998
- Polinomios ortogonales y matrices aleatorias: un enfoque de Riemann-Hilbert, AMS (American Mathematical Society), 2000 (y Courant Institute, 1999)
- con Dmitri Gioev: Teoría de matrices aleatorias: incrustaciones invariantes y universalidad, AMS, 2009[15]
- con Jinho Baik y Toufic SuidanCombinatorics and Random Matrix Theory. American Mathematical Society. 22 de junio de 2016. ISBN 978-0-8218-4841-8. Sociedad Matemática Americana. 22 de junio de 2016. ISBN 978-0-8218-4841-8 .